# Єва Лонгорія
Ева Жаклін Лонгорія Бастон (англ. Eva Jacqueline Longoria Baston, раніше відома як Ева Лонгорія Паркер (англ. Eva Longoria Parker); нар. 15 березня 1975, Корпус-Крісті, Техас) — американська акторка, продюсерка, підприємиця, режисерка, модель, активістка, благодійниця й меценатка.

## Ранні роки
Народилася 15 березня 1975 року в місті Корпус-Крісті, в південній частині штату Техас на узбережжі Мексиканської затоки, в родині мисливця Енріке та Елли, провела дитинство і юність на ранчо. Часом у родини не було грошей, проте батьки всіма силами намагалися дати дітям гідне виховання.
Молодша з чотирьох сестер в сім'ї (Елізабет Юдіна, Емілі Жанетт, Есмеральда Жозефіна). На відміну від блакитнооких світловолосих сестер, Ева думала, що її вдочерили: «Я зростала як гидке каченя. Мене називали la prieta fea, що означає „потворна темна“».
Першим фільмом, який вона подивилася в дитинстві, був «Рембо: Перша кров». Проте Ева хотіла стати моделлю. Вона посилала свої фото в модельні агентства, але вони були відхилені.
Після школи вступила до Техаського університету, який закінчила зі ступенем бакалавра, вивчаючи науку про м'язи і рухи, які виконуються за їхньою допомогою. У вільний від навчання час брала участь у постановках студентського театру і врешті вирішила стати акторкою.

### Особисте життя
У 2002 році одружилася з телеактором Тайлером Крістоферсоном. Через три роки пара розлучилася.
7 липня 2007 року одружилася з баскетболістом Тоні Паркером у католицькому соборі ХІІ століття, де свого часу вінчалися французькі королі. 17 листопада 2010 подала на розлучення через зраду чоловіка. 28 січня 2011 розлучення було остаточно оформлене.
У грудні 2015 року стало відомо про заручини Лонгорії з мексиканським підприємцем та медіамагнатом Хосе Антоніо Бастоном. Пара познайомилася на «побаченні всліпу». 21 травня 2016 вони одружилися після трьох років стосунків. Весільне вбрання нареченої створила Вікторія Бекхем.
19 червня 2018 року народила сина Сантьяґо Енріке.
2024 року Лонгорія переїхала до Європи, почавши життя на дві країни: між Іспанією та Мексикою.

## Акторська кар'єра
Отримавши диплом, вона переїхала до Лос-Анджелеса, якийсь час працювала театральною агенткою, а потім виграла місцевий конкурс краси, чим привернула до себе увагу агента з відбору акторів. 1998 року Лонгорія завоювала титул Miss Corpus Christi.
Першою роллю Лонгорії стала стюардеса в серіалі «Беверлі-Гіллз, 90210» у 2000 році. Після такого дебюту їй кілька років пропонували ролі привабливих латиноамериканок у різних серіалах. Крім того, вона знімалася для чоловічих журналів і періодично потрапляла в списки «найкращих».
З 2001 по 2003 рік знімалася у серіалі «Молоді та зухвалі», але була звільнена. Мала й інші невдачі. Лонгорія претендувала на головну роль у серіалі «Темний янгол», але поступилася нею Джессіці Альбі.

### «Відчайдушні домогосподарки»
Проривом для Лонгорії стала роль Габріель Соліс, багатої колишньої моделі, одруженої із багатієм, яка крутить роман з молодим садівником. У першому сезоні за кожен епізод «Відчайдушних домогосподарок» Лонгорія отримувала 30 000 доларів. У другому сезоні — вже 250 000.
У 2005 році вона була обрана обличчям компанії «L'Oréal», підписавши контракт майже на два мільйони доларів, і посіла перше місце в списку журналу «Максим», піднявшись за один рік з 91-го місця. У 2006 році Лонгорія зіграла в детективному трилері «Охоронець» з Кіфером Сазерлендом і Майклом Дугласом.

## Підприємництво й благодійність
У травні 2008 року Єва Лонгорія встала біля віконця фаст-фуду у своєму рідному містечку в штаті Техас, де проводилася кампанія зі збору коштів на користь знедолених дітей.
У 2006 році Єва Лонгорія заснувала благодійну організацію Eva's Heroes [Архівовано 24 вересня 2019 у Wayback Machine.], яка допомагає розумово відсталим дітям (одна з її сестер, Ліза, має розумову відсталість).
У березні 2008 року відкрила в Голлівуді ресторан "Beso" (з іспанської — «Поцілунок») разом зі знаменитим шеф-кухарем Тоддом Інглішем (Todd English).

## Фільмографія

### Акторка
| Рік       |    | Українська назва           | Оригінальна назва                              | Роль                                                     |
| --------- | -- | -------------------------- | ---------------------------------------------- | -------------------------------------------------------- |
|           | ф  | (у виробництві)            | 24-7                                           |                                                          |
| 2021      | ф  |                            | All-Star Weekend                               | Азія                                                     |
| 2021      | мф | Бебі бос 2                 | The Boss Baby: Family Business                 | Керол Темплтон (голос)                                   |
| 2019      | ф  | Дора і загублене місто     | Dora the Explorer                              | Елена                                                    |
| 2017      | тф |                            | Type A                                         |                                                          |
| 2018      | мс | Кінь БоДжек                | BoJack Horseman                                | Мати Йоланди (голос), 1 епізод                           |
| 2018      | ф  |                            | Dog Days                                       | Грейс                                                    |
| 2018      | ф  | За бортом                  | Overboard                                      | Тереза                                                   |
| 2018      | с  | Незаймана Джейн            | Jane the Virgin                                | камео, 1 епізод                                          |
| 2017      | с  | Імперія                    | Empire                                         | Шарлотта Фрост, 3 серії                                  |
| 2017      | с  |                            | Decline and Fall                               | Марго Бест-Четвінд, 3 серії                              |
| 2016      | ф  |                            | Un Cuento de Circo & A Love Song               | Енджела                                                  |
| 2016      | с  |                            | Maya & Marty                                   | різні ролі                                               |
| 2016      | с  | Підступні покоївки         | Devious Maids                                  | камео, 1 епізод                                          |
| 2016      | ф  | Лоурайдери                 | Lowriders                                      | Глорія Альварес                                          |
| 2015—2016 | с  |                            | Telenovela                                     | Ана Софія Сальдерон, 11 серій                            |
| 2015      | с  |                            | Telenovela en Espanol                          |                                                          |
| 2015      | ф  | Видіння                    | Visions                                        | Ейлін                                                    |
| 2015      | ф  |                            | Any Day                                        | Джолін                                                   |
| 2014—2015 | с  | Бруклін 9-9                | Brooklyn Nine-Nine                             | Софія Перес, 4 епізоди                                   |
| 2014      | ф  | Фронтера                   | Frontera                                       | Пауліна                                                  |
| 2013      | с  |                            | Mother Up!                                     | Руді Вільсон (голос), 13 серій                           |
| 2013      | с  | Сімпсони                   | The Simpsons                                   | Ізабель Гутьєррес (голос), 1 епізод                      |
| 2013      | с  |                            | Welcome to the Family                          | пані Ана Нуньєс, 1 епізод                                |
| 2013      | ф  |                            | Crazy Kind of Love                             | Маріон                                                   |
| 2012      | ф  | Темна правда               | A Dark Truth                                   | Міа Френсіс                                              |
| 2012      | ф  | Бейтаун поза законом       | The Baytown Outlaws                            | Селеста Мартін                                           |
| 2004—2012 | с  | Відчайдушні домогосподарки | Desperate Housewives                           | Ґабрієль Соліс / Ґабрієль Ленг, головна роль (180 серій) |
| 2012      | мф | Ніч в супермаркеті         | Foodfight!                                     | Леді Ікс (голос)                                         |
| 2012      | ф  | Крістіада                  | For Greater Glory: The True Story of Cristiada | Тюліта Горостьєта                                        |
| 2011      | ф  | Місія: Різдвяний порятунок | Arthur Christmas                               | шеф-кухарка Де Сільва (голос)                            |
| 2011      | ф  |                            | Without Men                                    | Розальба                                                 |
| 2008      | с  |                            | Childrens Hospital                             | нова шеф-кухарка, 1 епізод                               |
| 2008      | ф  | Нижча освіта               | Lower Learning                                 | Ребекка Сібрук                                           |
| 2008      | ф  | Наречена з того світу      | Over Her Dead Body                             | Кейт                                                     |
| 2007      | ф  | Дівчина моїх кошмарів      | The Heartbreak Kid                             | Консуела                                                 |
| 2006      | ф  | Охоронець                  | The Sentinel                                   | Джилл Мерін                                              |
| 2006      | с  |                            | George Lopez                                   | Брук, 1 епізод                                           |
| 2005      | ф  | Круті часи                 | Harsh Times                                    | Сільвія                                                  |
| 2003—2004 | с  |                            | Dragnet                                        | детектив Глорія Дюран, 10 серій                          |
| 2004      | тф |                            | The Dead Will Tell                             | Джині                                                    |
| 2001—2003 | с  | Молоді та зухвалі          | The Young and the Restless                     | Ізабелла Бранья / Ізабелла Бранья Вільямс (149 серій)    |
| 2000      | с  | Загальна лікарня           | General Hospital (TV Series)                   | Бренда Баррет Лукелайк, 1 епізод                         |
| 2000      | с  | Беверлі-Гіллз, 90210       | Beverly Hills, 90210                           | стюардеса, 1 епізод                                      |

### Продюсерка, режисерка, сценаристка
| Рік       |     | Українська назва   | Оригінальна назва                          | Роль                                                      |
| --------- | --- | ------------------ | ------------------------------------------ | --------------------------------------------------------- |
|           | док |                    | 24-7                                       | продюсерка / режисерка                                    |
| 2019      | ф   |                    | Sanctuary                                  | продюсерка / режисерка                                    |
| 2019      | с   |                    | Grand Hotel                                | виконавча продюсерка / режисерка (1 епізод)               |
| 2018      | док |                    | Reversing Roe                              | виконавча продюсерка                                      |
| 2018      | с   |                    | LA to Vegas                                | режисерка (1 епізод)                                      |
| 2017—2018 | с   |                    | Black-ish                                  | режисерка (2 серії)                                       |
| 2017—2018 | с   |                    | The Mick                                   | режисерка (2 епізоди)                                     |
| 2016      | док |                    | Ours is a Future                           | виконавча продюсерка                                      |
| 2016      | с   |                    | Eva Longoria's Versus                      | виконавча продюсерка (1 епізод) / режисерка               |
| 2016      | с   | Незаймана Джейн    | Jane the Virgin                            | режисерка (1 епізод)                                      |
| 2015—2016 | с   |                    | Telenovela                                 | виконавча продюсерка (11 епізодів) / режисерка (1 епізод) |
| 2013—2016 | с   | Підступні покоївки | Devious Maids                              | виконавча продюсерка (49 епізодів) / режисерка (1 епізод) |
| 2015      | кф  |                    | Wasted Beauty                              | виконавча продюсерка / продюсерка                         |
| 2014      | ф   | Джон Вік           | John Wick                                  | продюсерка                                                |
| 2014      | док | Харчові ланцюги    | Food Chains                                | виконавча продюсерка                                      |
| 2013      | кф  |                    | Out of the Blue                            | режисерка                                                 |
| 2013      | с   |                    | Mother Up!                                 | виконавча продюсерка (13 епізодів)                        |
| 2013      | с   | Готовий до кохання | Ready for Love                             | виконавча продюсерка                                      |
| 2011      | док | Урожай             | The Harvest                                | виконавча продюсерка                                      |
| 2011      | кф  |                    | A Proper Send-Off                          | режисерка                                                 |
| 2011      | тф  |                    | 2011 ALMA Awards                           | виконавча продюсерка                                      |
| 2010      | ф   |                    | Tenement                                   | виконавча продюсерка                                      |
| 2010      | док |                    | Latinos Living the American Dream          | виконавча продюсерка / режисерка / сценаристка            |
| 2009      | тф  |                    | 2009 Alma Awards                           | виконавча продюсерка                                      |
| 2008      | с   | The Philanthropist | виконавча продюсерка                       |                                                           |
| 2007      | тф  |                    | 2007 ALMA Awards                           | виконавча продюсерка                                      |
| 2006      | тф  |                    | 2006 ALMA Awards                           | продюсерка                                                |
| 2004      | в   |                    | Carlita's Secret                           | співпродюсерка                                            |
| 2003      | в   |                    | Hot Tamales Live: Spicy, Hot and Hilarious | продюсерка                                                |